# Massagetal

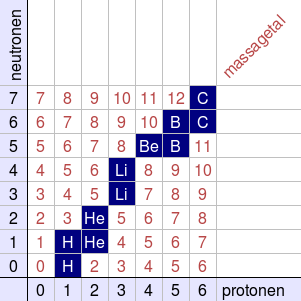
Het verband tussen massagetal, atoomnummer en aantal neutronen in de kern, met stabiele isotopen van de elementen waterstof (H) tot en met koolstof (C).

Het massagetal of nucleongetal (symbool {\displaystyle A}) van een nuclide is het aantal nucleonen in de atoomkern, i.e. de som van het aantal protonen en het aantal neutronen in de atoomkern. 
{\displaystyle A=Z+N}
waarbij Z het protonengetal (atoomnummer) is, en N het neutronengetal.
Het massagetal wordt als een superscript voor het elementsymbool genoteerd, bijvoorbeeld 207Pb, of achteraan de naam van het element: lood-207.
Het massagetal is geen massa, maar geeft wel een benaderende indicatie van de nuclidemassa. Het verschil tussen de nuclidemassa en het massagetal wordt het massaoverschot genoemd en ligt tussen −0,1 en 0,22 u. Als de relatieve nuclidemassa op een geheel getal wordt afgerond verkrijgt men dus het massagetal.
Uit de (relatieve) atoommassa die men vindt in het periodiek systeem kan men echter geen massagetal afleiden. De atoommassa van een element is immers een gewogen gemiddelde van de nuclidemassa's op basis van de relatieve aanwezigheid in de natuur. Zo mag men bijvoorbeeld uit de relatieve atoommassa van gallium (Ar = 69,723) niet besluiten dat het massagetal 70 zou zijn. Het gaat immers om ca 60 % 69Ga en 40 % 71Ga.